# Prom Queen – Einer wie keiner
Prom Queen – Einer wie keiner (alternativ Der Chaos-Ball – Ein Date auf Umwegen, im Original Prom Queen: The Marc Hall Story) ist ein kanadischer Film aus dem Jahr 2004 mit Aaron Ashmore in der Hauptrolle. Er erzählt die Geschichte von Marc Hall. Der Film beruht auf einer wahren Geschichte.

## Handlung
Marc Hall lebt in der kleinen Stadt Inniston in Kanada und geht dort auf eine katholische High-School. Seine Freunde, aufgeschlossene Lehrer und seine Eltern (jedoch erst später) wissen, dass er schwul ist. Doch als er zum Abschlussball seinen Freund mitnehmen will, lehnt dies der Rektor ab. Marc und seine Eltern wenden sich an den Schulausschuss, doch auch dieser findet, dass „homosexuell“ und „katholisch“ nicht zusammen passt.
Marc will das nicht hinnehmen und kämpft um sein Recht und plötzlich ist seine Geschichte in der Presse.

## Kritiken
S. James Wegg beschrieb den Film als vergnüglich zu betrachten, als Spaß für die ganze Familie und lobte die Musik („a pleasure to watch“ … „music tracks, sound great“ … „it’s fun for the whole family“).

## Auszeichnungen
2005 wurde der Film in zwei Kategorien bei den Gemini Awards nominiert, nämlich Jean Pierre Bergeron als bester Nebendarsteller und Mike Lee für den besten Schnitt.

## Hintergrund
Gedreht wurde vom 29. September bis zum 14. Oktober 2003 in Hamilton und Toronto.